# Arrondissement di Belfort
L'arrondissement di Belfort è una suddivisione amministrativa francese, situata nel dipartimento del Territorio di Belfort e nella regione della Borgogna-Franca Contea.
È l'unico arrondissement del dipartimento, esteso su tutta la sua superficie. Fu creato nel 1871, con i territori dell'Alto Reno non annessi alla Germania alla fine della guerra franco-prussiana.

## Composizione
L'arrondissement di Belfort raggruppa 102 comuni in 15 cantoni:
- cantone di Beaucourt
- cantone di Belfort-Centre
- cantone di Belfort-Est
- cantone di Belfort-Nord
- cantone di Belfort-Ovest
- cantone di Belfort-Sud
- cantone di Châtenois-les-Forges
- cantone di Danjoutin
- cantone di Delle
- cantone di Fontaine
- cantone di Giromagny
- cantone di Grandvillars
- cantone di Offemont
- cantone di Rougemont-le-Château
- cantone di Valdoie